# Osieczna (Grande Polonia)
Osieczna (in tedesco Storchnest) è un comune urbano-rurale polacco del distretto di Leszno, nel voivodato della Grande Polonia.
Ricopre una superficie di 128,73 km² e nel 2004 contava 8 552 abitanti.